# نوستكية
بزقات القمر أو النوستكية (الاسم العلمي: Nostocaceae) هي فصيلة من البكتيريا تتبع رتبة النوستكيات من طائفة الزراقم.

## أسر
- النوستكاوات
  - النوستك
- الأنابيناوات
  - الأنابينة